# Alvimiantha tricamerata
Alvimiantha tricamerata är en brakvedsväxtart som beskrevs av C. Grey-wilson. Alvimiantha tricamerata ingår i släktet Alvimiantha och familjen brakvedsväxter. Inga underarter finns listade i Catalogue of Life.